# Bythocythere intermedia
Bythocythere intermedia is een mosselkreeftjessoort uit de familie van de Bythocytheridae. De wetenschappelijke naam van de soort is voor het eerst geldig gepubliceerd in 1938 door Elofson.